# Andrew Lonergan
Andrew Michael "Andy" Lonergan, född 19 oktober 1983 i Preston, Lancashire, är en engelsk professionell fotbollsmålvakt som spelar för Wigan Athletic.

## Klubbkarriär
Lonergan gjorde sin proffsdebut för Preston North End som 16-åring, i en cupmatch mot Coventry City, och imponerade trots att laget förlorade med 4-1. Han vann samma säsong utmärkelsen som klubbens bäste unga spelare. Från säsongen 2006/2007 tog han en ordinarie plats i laget. Under säsongerna 2008/09 och 2009/2010 vann han priset som klubbens bäste spelare. När han köptes av Leeds United den 25 juli 2011 hade han startat 147 raka matcher för Preston, och spelat mer än 200 seriematcher för klubben sammanlagt.
Lonergans första sejour i Leeds United var säsongen 2011/2012, då han spelade 38 matcher i alla tävlingar. Han spelade därefter för Bolton Wanderers, Fulham och Wolverhampton Wanderers.
Den 27 augusti 2017 återvände Lonergan till Leeds United på en fri transfer, efter att klubben låtit Robert Green lämna. Kontraktet skrevs på två år. Hans första match blev ligacupsegern mot Burnley den 19 september 2017, som slutade 2-2 vid full tid och avgjordes på straffar. Lonergan räddade James Tarkowskis straff och Leeds gick vidare. Den 14 oktober gjorde Lonergan sin ligadebut mot Reading, efter att dittills ordinarie målvakten Felix Wiedwald hade släppt in sex mål på de två föregående matcherna. Trots förlust 0-1 fick han förnyat förtroende veckan efter mot Bristol City, där Leeds United vann med 3-0. Lonergan startade sju seriematcher i följd fram till och med en 4-1-förlust mot Wolves den 22 november, varefter Wiedwald återtog platsen som förstemålvakt. 
Den 7 januari 2018 gjorde Lonergan sin sista match i Leeds, som då förlorade i FA-cupens tredje omgång mot Newport County. Den 5 juli 2018 meddelades att Lonergan och Leeds United kommit överens om att avsluta hans kontrakt med klubben.
Den 2 augusti 2018 värvades Lonergan av Middlesbrough på ett ettårigt kontrakt. Han spelade två ligacupmatcher samma månad men figurerade därefter som mest på avbytarbänken, bakom såväl Darren Randolph som Dimi Konstantopoulos i rangordningen.
I augusti 2019 gick Lonergan till Liverpool. Den 2 december 2020 skrev Lonergan på ett korttidskontrakt med Stoke City efter skador på målvakterna Adam Davies, Angus Gunn och Niki Mäenpää. Den 9 januari 2021 skrev han på ett korttidskontrakt över resten av säsongen med West Bromwich Albion. Den 20 augusti 2021 skrev Lonergan på ett ettårskontrakt med Everton. I juli 2023 förlängde han sitt kontrakt med ett år.
I juni 2024 gick Lonergan till League One-klubben Wigan Athletic, där han även fick en roll som målvaktstränare.

## Landslagskarriär
Lonergan har spelat i Irlands U16- och Englands U21-lag.